# The Life and Times of Frida Kahlo
The Life and Times of Frida Kahlo è un documentario del 2005 diretto da Amy Stechler e basato sulla vita della pittrice messicana Frida Kahlo.